# مانويلا شفسيغ
مانويلا شفسيغ (بالألمانية: Manuela Schwesig)‏ (مواليد 23 أيار 1974 في فرانكفورت (أودر)، ألمانيا الشرقية) سياسية ألمانية في حزب (SPD). وهي حاليا الوزيرة الاتحادية لشؤون الأسرة، كبار السن، النساء والشباب.

## النشأة والتعليم
ولدت شفسيغ في فرانكفورت (أودر)، ونشأت في بلدة قريبة من سيه لو. بعد التخرج عام 1992 من المدرسة الثانوية Gymnasium Seelow، أكملت دراسة في الإعلان عن الخدمات في إدارة ضرائب ولاية براندنبورغ الاتحادية. انضمت للتدريب ولمركز الدراسات المتقدمة (Fachhochschule für Finanzen) في مدينة كونيغز فوسترهاوزن.

## الحياة السياسية
أصبحت شفسيغ عضوا في الحزب الديمقراطي الاشتراكي في عام 2003، في عمر 29 سنة. عملت بعد ذلك عضوا في مجلس مدينة شفيرين 2004-2008.
سرعان ما أصبحت شفسيغ نائب المرشد العام للحزب الديمقراطي الاشتراكي ووزيرة الدولة للشؤون الاجتماعية والصحة في مكلنبورغ فوربومرن، تحت قيادة رئيس مجلس وزراء الولاية إرفين سيليرنغ ‏.
قبل انتخابات 2009 ضم وزير الخارجية الألماني فرانك-فالتر شتاينماير مانويلا شفسيغ، التي كانت وقتها غير معروفة نسبيا للجمهور الألماني، في حكومة الظل التي أسسها من 10 نساء وثمانية رجال لحملة الحزب الديمقراطي الاشتراكي لمواجهة المستشارة أنغيلا ميركل. خلال الحملة، خدمت شفسيغ في منصب وزيرة الظل لشؤون الأسرة والتي دافعت عن سياسات الحزب المتعلقة بامور العائلة.
كانت شفسيغ مندوبة الحزب الديمقراطي الاشتراكي إلى الاتفاق الاتحادي لغرض انتخاب رئيس ألمانيا في عام 2010 وعام 2012. وفي عام 2011، قادت محادثات على مستوى عال مع المستشارة أنغيلا ميركل ووزيرة العمل أورسولا فون دير لايان عن حزب المعارضة وقتها الديمقراطيين الاشتراكيين بشأن كيفية التوصل إلى تسوية بشأن كيفية زيادة مزايا الرعاية الاجتماعية الأساسية للعاطلين عن العمل.
بعد انتخابات 2013، خدمت شفسيغ كمفاوض رئيسي عن الحزب الديمقراطي الاشتراكي في الفريق العامل للعائلات والنساء وتكافؤ الفرص عندما قام أكبر حزبين في ألمانيا، كتلة المستشارة الألمانية أنغيلا ميركل المحافظة والكتلة اليسارية للحزب الاشتراكي الديمقراطي، بعقد محادثات بشأن تشكيل حكومة ائتلافية واسعة.

### الوزيرة الاتحادية لشؤون الأسرة، 2013 إلى الوقت الحاضر
في حكومة ميركل الثالثة، أصبحت شفسيغ التي كانت بعمر 39 الوزيرة الاتحادية لشؤون الأسرة، كبار السن، النساء والشباب وكانت أصغر عضو في مجلس الوزراء، وهو نفس المنصب الذي شغلته ميركل في أول منصب وزاري لها تحت قيادة المستشار هيلموت كول في أوائل التسعينات.
في مؤتمر الحزب الديمقراطي الاجتماعي أواخر عام 2015، تلقت شفسيغ 93 في المئة من أصوات الأعضاء، أفضل نتيجة من كل قيادات الحزب. بعد فترة وجيزة، فوض مجلس الحزب شفسيغ وتوماس اوبرمان بمهمة صياغة البرنامج الانتخابي للانتخابات الاتحادية عام 2017.

## المواقف السياسية

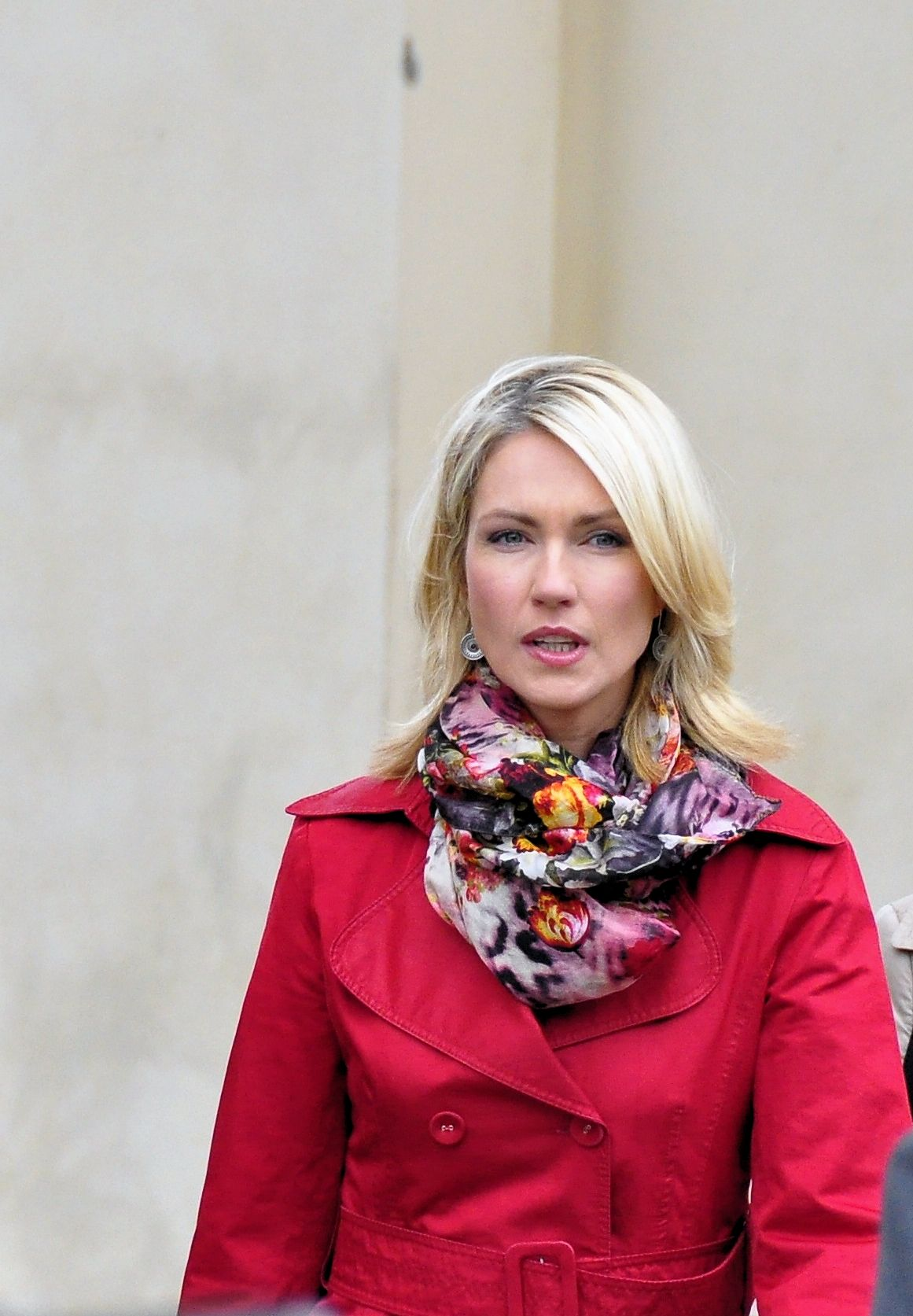
مانويلا شفسيغ في حضور اجتماع ضد معاداة السامية، برلين 14 أيلول 2014

### حماية الطفل
شفسيغ عضو في الرابطة الألمانية لحماية الأطفال. التركيز الرئيسي لها هو محاربة فقر الأطفال وتوفير مرافق ذات حالة جيدة لرعاية الأطفال. في عام 2009 أيدت الفكرة المطروحة من قبل الوزيرة أورسولا فون دير لاين لحجب المواقع التي تعرض استغلال الأطفال إباحيا.
بناء على أوامرها يتوجب على العاملين في دور الحضانة في مكلنبورغ-فوربومرن أن يعلنوا عن التزامهم بالحفاظ على مبادئ القوانين الأساسية في ألمانيا (الدستور).

### النهوض بالمرأة
في عام 2014، ساعدت شفسيغ في تقديم مشروع قانون يفرض حصصا إلزامية للنساء في المجلس الاشرافي للشركات الألمانية الكبيرة، والذي تم تمريره في أوائل 2015. أيضا في أوائل عام 2015، دعت لإصدار قانون يجبر الشركات بالسماح للموظفات الإناث بمعرفة كيفية مقارنة رواتبهن مع تلك لزملائهن من الرجال. وفي الوقت نفسه، قالت انها كانت مناصرة لتوسع كبير في مرافق رعاية الطفل التي ترعاها الدولة.
في عام 2016، أدخلت شفسيغ بنجاح تغييرات على التشريعات المتعلقة بحماية الأمومة في ألمانيا من خلال توسيع نطاق القوانين لتشمل مجموعات من النساء لا تشملهن صراحة (بما في ذلك طلبة الجامعات، النساء العاملات كمتدربات، والنساء اللاتي يتابعن التدريب المهني)، ومحاولة للحد من البيروقراطية.

### خلاف سياسي
في 2014 أقيمت دعوى قضائية أمام المحكمة الدستورية الألمانية، قدمها الحزب اليميني المتطرف الحزب الوطني الديمقراطي الألماني (NPD) اشتكى فيها بسبب تصريحات أدلت بها شفسيغ خلال حملة الانتخابات البرلمانية في ذلك العام لولاية تورنغن. في مقابلة مع صحيفة، أدلت شفسيغ: «الهدف رقم واحد هو أن لا يدخل الحزب الوطني الديمقراطي في البرلمان.» واتهم الحزب الوطني الديمقراطي الوزيرة بخرق واجبها بالحياد والتدخل في الحملة الانتخابية. لكن المحكمة قضت في كانون الأول 2014 بأن شفسيغ لم تضر بحق الحزب، لأن تعليقاتها تقع تحت نطاق «الصراع السياسي في الرأي.»

## نشاطات أخرى
- مكتب فرانكو الألماني للشباب (FGYO)، بحكم المنصب الرئيس المشارك لمجلس الإدارة
- مؤسسة فريدريش إيبرت، عضو
- دويتشه تيليكوم، عضو مجلس الأمناء
- منظمة خطة الدولية ألمانيا، عضو مجلس الأمناء
- ضد النسيان - للديمقراطية، عضو
- الرابطة الألمانية لحماية الأطفال (DKSB)، عضو
- المنتدى الألماني لمنع الجريمة (DFK)، عضو مجلس الأمناء
- مسرح ولاية مكلنبورغ، عضو في مجلس الرقابة

## الحياة الشخصية
شفسيغ متزوجة ولديها طفلان.

## روابط خارجية
- مانويلا شفسيغ على موقع مونزينجر (الألمانية)
- الموقع الرسمي
- مانويلا شفيسيغ، امرأة من أجل تكافؤ الفرص